# 우치야마 유키
우치야마 유키(일본어: 内山 裕貴, 1995년 5월 7일 ~ )는 일본의 축구 선수이다.

## 구단 경력
그는 2014년부터 2019년까지 J리그의 홋카이도 콘사돌레 삿포로, 가이나레 돗토리에서 활동하였다.